# Мішель Кемерон
Мішель Кемерон (англ. Michelle Cameron, 28 грудня 1962) — канадська синхронна плавчиня.
Олімпійська чемпіонка 1988 року.
Чемпіонка світу з водних видів спорту 1986 року.
Переможниця Ігор Співдружності 1986 року.